# Le Parisien
Le Parisien – francuski dziennik z wydarzeniami z Paryża i jego okolic oraz z kraju i zagranicy
Dziennik został założony w 1944 roku pod nazwą „Le Parisien libre” przez Emiliena Amaury'ego. Obecna nazwa gazety została przyjęta w 1986 roku. Obecnie dziennik jest dostępny w całej Francji, jednak większość nakładu jest sprzedawana na terenie Paryża i jego przedmieść.
Siedziba dziennika mieści się w miejscowości Saint-Ouen pod Paryżem. Obecnym redaktorem naczelnym dziennika jest Dominique de Montvalon, który pełni tę funkcję od 1998 roku.
Dziennik „Le Parisien” ze sprzedażą wynoszącą ponad 530 000 egzemplarzy dziennie jest obecnie jedną z najlepiej się sprzedających gazet tego typu na terenie Francji.